# Comuna Oșești, Vaslui
Oșești este o comună în județul Vaslui, Moldova, România, formată din satele Buda, Oșești (reședința), Pădureni și Vâlcele.

## Demografie
Componența etnică a comunei Oșești
     Români (86,06%)
     Alte etnii (13,94%)
Componența confesională a comunei Oșești
     Ortodocși (82,93%)
     Penticostali (2,96%)
     Alte religii (0,07%)
     Necunoscută (14,04%)
Conform recensământului efectuat în 2021, populația comunei Oșești se ridică la 2.870 de locuitori, în scădere față de recensământul anterior din 2011, când fuseseră înregistrați 3.157 de locuitori. Majoritatea locuitorilor sunt români (86,06%). Din punct de vedere confesional, majoritatea locuitorilor sunt ortodocși (82,93%), cu o minoritate de penticostali (2,96%), iar pentru 14,04% nu se cunoaște apartenența confesională.

## Politică și administrație
Comuna Oșești este administrată de un primar și un consiliu local compus din 13 consilieri. Primarul, Ioan Todirașcu[*], de la Partidul Național Liberal, este în funcție din octombrie 2020. Începând cu alegerile locale din 2024, consiliul local are următoarea componență pe partide politice:
|  | Partid                    | Consilieri | Componența Consiliului | Componența Consiliului | Componența Consiliului | Componența Consiliului | Componența Consiliului | Componența Consiliului | Componența Consiliului |
|  | ------------------------- | ---------- | ---------------------- | ---------------------- | ---------------------- | ---------------------- | ---------------------- | ---------------------- | ---------------------- |
|  | Partidul Național Liberal | 7          |                        |                        |                        |                        |                        |                        |                        |
|  | Partidul Social Democrat  | 5          |                        |                        |                        |                        |                        |                        |                        |
|  | Forța Dreptei             | 1          |                        |                        |                        |                        |                        |                        |                        |